# Greg Hildebrandt
Greg Hildebrandt, född 23 januari 1939 i Detroit, Michigan, USA, död 31 oktober 2024, var en amerikansk illustratör och pinupkonstnär.

## Fotnoter
1. ↑  Internet Speculative Fiction Database, ISFDB författar-ID: 8024, läst: 9 oktober 2017.[källa från Wikidata]
2. ↑  NooSFere, NooSFere författar-ID: -47534, läst: 9 oktober 2017.[källa från Wikidata]
3. ↑  Discogs, Discogs artist-ID: 2242048, läst: 9 oktober 2017.[källa från Wikidata]
4. ↑  Greg Hildebrandt, Famed ‘Star Wars,’ ‘Lord of the Rings’ and Marvel Artist, Dies at 85 (på engelska), 1 november 2024, läs online, läst: 5 november 2024.[källa från Wikidata]
5. ↑  Tjeckiska nationalbibliotekets databas, NKC-ID: xx0000981, läst: 23 november 2024.[källa från Wikidata]
6. ↑  läs online, www.comic-con.org , läst: 1 december 2021.[källa från Wikidata]